# Bellengreville, Seine-Maritime
Bellengreville är en kommun i departementet Seine-Maritime i regionen Normandie i norra Frankrike. Kommunen ligger i kantonen Envermeu som tillhör arrondissementet Dieppe. År 2022 hade Bellengreville 471 invånare.

## Befolkningsutveckling
Antalet invånare i kommunen Bellengreville
| Referens: INSEE |